# Medicinska Föreningen Lund-Malmö
Medicinska Föreningen Lund-Malmö är en studentförening grundad 1894 i Lund.
Föreningen organiserar studenter inom biomedicin och folkhälsovetenskap, samt logoped-, audionom-, fysioterapeut-, och läkarstudenter vid medicinska fakulteten vid Lunds universitet. Föreningen fick 1996 status som studentkår, och sedan 2010 är föreningen en sektion i  studentkåren Corpus Medicum.
Förutom den utbildningsbevakande kårverksamheten bedriver föreningen även social verksamhet för studenterna. Inom den sociala verksamheten märks bland annat Corbalen samt Toddydagen med mera.